# Okręg wyborczy nr 49 do Senatu Rzeczypospolitej Polskiej
Okręg wyborczy nr 49 do Senatu Rzeczypospolitej Polskiej obejmuje obszar powiatów białobrzeskiego, grójeckiego, kozienickiego i przysuskiego (województwo mazowieckie). Wybierany jest w nim 1 senator na zasadzie większości względnej.
Utworzony został w 2011 na podstawie Kodeksu wyborczego. Po raz pierwszy zorganizowano w nim wybory 9 października 2011. Wcześniej obszar okręgu nr 49 należał do okręgu nr 16.
Siedzibą okręgowej komisji wyborczej jest Radom.

## Reprezentant okręgu
| Rok  | Rok  | Senator              | Komitet wyborczy       |
| ---- | ---- | -------------------- | ---------------------- |
|      | 2011 | Stanisław Karczewski | Prawo i Sprawiedliwość |
| 2015 |      | Stanisław Karczewski | Prawo i Sprawiedliwość |
| 2019 |      | Stanisław Karczewski | Prawo i Sprawiedliwość |
| 2023 |      | Stanisław Karczewski | Prawo i Sprawiedliwość |

## Wyniki wyborów
Symbolem „●” oznaczono senatora ubiegającego się o reelekcję.

### Wybory parlamentarne 2011
| Kandydat                                                                                     | Kandydat               | Komitet wyborczy             | Głosów | Głosów | Głosów |
| Kandydat                                                                                     | Kandydat               | Komitet wyborczy             | Liczba | %      | +/–    |
| -------------------------------------------------------------------------------------------- | ---------------------- | ---------------------------- | ------ | ------ | ------ |
|                                                                                              | Stanisław Karczewski ● | Prawo i Sprawiedliwość       | 37 384 | 43,71  | –      |
|                                                                                              | Leszek Przybytniak     | Polskie Stronnictwo Ludowe   | 18 452 | 21,57  | –      |
|                                                                                              | Witold Wójcik          | Platforma Obywatelska RP     | 18 251 | 21,34  | –      |
|                                                                                              | Dorota Kwaśniewska     | Sojusz Lewicy Demokratycznej | 11 448 | 13,38  | –      |
| Frekwencja: 45,53% Liczba głosów ważnych: 85 535 (96,79%) Źródło: Państwowa Komisja Wyborcza |                        |                              |        |        |        |

● Stanisław Karczewski reprezentował w Senacie VII kadencji (2007–2011) okręg nr 16.

### Wybory parlamentarne 2015
| Kandydat                                                                                     | Kandydat               | Komitet wyborczy           | Głosów | Głosów | Głosów |
| Kandydat                                                                                     | Kandydat               | Komitet wyborczy           | Liczba | %      | +/–    |
| -------------------------------------------------------------------------------------------- | ---------------------- | -------------------------- | ------ | ------ | ------ |
|                                                                                              | Stanisław Karczewski ● | Prawo i Sprawiedliwość     | 54 489 | 61,61  | +17,90 |
|                                                                                              | Leszek Przybytniak     | Polskie Stronnictwo Ludowe | 33 954 | 38,39  | +16,82 |
| Frekwencja: 48,47% Liczba głosów ważnych: 88 443 (94,55%) Źródło: Państwowa Komisja Wyborcza |                        |                            |        |        |        |

### Wybory parlamentarne 2019
| Kandydat                                                                                      | Kandydat               | Komitet wyborczy           | Głosów | Głosów | Głosów |
| Kandydat                                                                                      | Kandydat               | Komitet wyborczy           | Liczba | %      | +/–    |
| --------------------------------------------------------------------------------------------- | ---------------------- | -------------------------- | ------ | ------ | ------ |
|                                                                                               | Stanisław Karczewski ● | Prawo i Sprawiedliwość     | 70 878 | 63,10  | +1,49% |
|                                                                                               | Leszek Przybytniak     | Polskie Stronnictwo Ludowe | 41 441 | 36,90  | –1,49% |
| Frekwencja: 61,04% Liczba głosów ważnych: 112 319 (97,64%) Źródło: Państwowa Komisja Wyborcza |                        |                            |        |        |        |

### Wybory parlamentarne 2023
| Kandydat                                                                                      | Kandydat               | Komitet wyborczy                                                           | Głosów | Głosów | Głosów |
| Kandydat                                                                                      | Kandydat               | Komitet wyborczy                                                           | Liczba | %      | +/–    |
| --------------------------------------------------------------------------------------------- | ---------------------- | -------------------------------------------------------------------------- | ------ | ------ | ------ |
|                                                                                               | Stanisław Karczewski ● | Prawo i Sprawiedliwość                                                     | 71 115 | 51,78  | –11,32 |
|                                                                                               | Leszek Przybytniak     | KKW Trzecia Droga Polska 2050 Szymona Hołowni – Polskie Stronnictwo Ludowe | 55 194 | 40,19  | +3,29  |
|                                                                                               | Krzysztof Lechowski    | KWW Krzysztofa Lechowskiego                                                | 11 039 | 8,04   | –      |
| Frekwencja: 75,93% Liczba głosów ważnych: 137 348 (97,70%) Źródło: Państwowa Komisja Wyborcza |                        |                                                                            |        |        |        |